# Стрельба из штатного или табельного оружия
Стрельба из штатного или табельного оружия — военно-прикладной вид спорта. 
Стрельба из штатного или табельного оружия входит в четвертый раздел Всероссийского реестра видов спорта (военно-прикладные и служебно-прикладные виды спорта). Проводятся соревнования (например, Спартакиада Общества «Динамо» — стрельба из штатного (табельного) оружия (мужчины, женщины) 22.03.2012). Спорт курируют ФСБ России, ФСКН России, Минюст России, ФССП России, ФСИН России, ФСО России, ГФС России, Федеральная таможенная служба, МВД России, СВР России, ГУСП
Состоит из следующих дисциплин:
- упражнение ПМ-1
- упражнение ПМ-3
- упражнение ПМ-4
- упражнение АК-1
- упражнение АК-2
- упражнение АК-3
- упражнение АК-4
- упражнение СВ-1
- упражнение СВ-2

## Правила стрельбы из пистолета
Упражнения ПМ-1 и ПМ-3 выполняются из пистолета Макарова.
Форма одежды — повседневная или полевая; для военнослужащих срочной службы и курсантов — парадно-выходная или полевая.
При выполнении упражнений стрелки должны стоять на отведённых им участках (огневых позициях) без опоры на посторонние предметы. Пистолет при этом удерживается, и выстрелы из него производятся одной и той же рукой. На подготовку смены к выполнению упражнений после занятия огневых позиций отводится три минуты.
Очередная смена по команде старшего судьи линии огня выстраивается на исходном положении согласно списку смен, стрелкам выдаются патроны, заполняется раздаточная ведомость и проводится инструктаж по мерам безопасности.
По командам «Смена, на огневой рубеж шагом — МАРШ», «Приготовиться» стрелки занимают огневые позиции и готовятся снарядить магазин тремя или пятью патронами, изготавливаются к стрельбе и выполняют приёмы стрельбы без патрона. По истечении времени на подготовку старший судья линии огня объявляет, какое упражнение выполняется и приступает к проведению стрельбы.

### Упражнение ПМ-1
Три пробных, 10 зачётных выстрелов. Перед пробными выстрелами старший судья линии огня подаёт команды: «Три пробных выстрела. Заряжай» и через две — три секунды — «Огонь». По окончании стрельбы или истечении трёх минут подаётся команда: «Разряжай». «Оружие к осмотру». Пистолеты осматриваются, ставятся на предохранитель и по команде «Положить оружие» кладутся на столик (тумбочку) предохранителем вверх. Зачётная серия — 10 выстрелов выполняется по новой мишени. Магазин пистолета снаряжается пятью патронами. Для выполнения зачётной серии подаются команды: «1-я зачётная серия. Заряжай» и через две — три секунды — «Огонь», а после выполнения серии — команды: «Отбой», «Разряжай», «Оружие к осмотру», «Осмотрено», «Убрать оружие». Пистолеты убираются в кобуру, смена уводится с огневого рубежа.

### Упражнение ПМ-3
5 пробных, 30 зачётных выстрелов. Подаются команды: «Пробная серия. Заряжай» и через две — три секунды — «Огонь», по окончании стрельбы или по истечении 5 минут — «Разряжай», «Оружие к осмотру», «Осмотрено», «Положить оружие», «Судьи — к мишеням». После замены мишеней выполняются аналогичным порядком 6 серий по 5 выстрелов каждая в отдельную мишень. На соревнованиях ниже окружного масштаба и по офицерскому троеборью смена мишеней производится после 10 выстрелов. По окончании серии подаются команды: «Отбой», «Разряжай», «Оружие к осмотру», «Осмотрено», «Убрать оружие». После этого смена уводится с огневого рубежа. При выполнении упражнения магазин пистолета для каждой серии снаряжается пятью патронами. При отсутствии оптических приборов наблюдения после пробной и каждой зачётной серии в упражнениях ПМ-1 и ПМ-3 смена по команде старшего судьи подводится к мишеням для осмотра.

## Правила стрельбы из автомата и винтовки
Упражнения АК-1, АК-2, АК-3 выполняются из автомата Калашникова (АК, АКМ, АК-74 и их модификации), а СВ-1 и СВ-2 — из снайперской винтовки Драгунова (СВД).
Форма одежды — полевая.
На подготовку к стрельбе из каждого положения отводится три минуты. При стрельбе из автомата и винтовки разрешается использовать ремень, не отстёгивая его от оружия.

### Упражнения АК-1, АК-2, АК-3, СВ-1, СВ-2
Очередная смена под руководством старшего судьи линии огня строится на исходном положении и инструктируется. Каждому стрелку выдаётся по 13 патронов, которыми снаряжаются два магазина.
По команде «Смена, на огневой рубеж шагом — МАРШ» участники состязаний выходят на огневой рубеж и останавливаются позади своих огневых позиций, номера которых определены путём жеребьёвки.
По команде «Приготовиться» стрелки начинают готовиться к стрельбе из положения лёжа с руки. Касаться оружием поверхности огневой позиции, а также посторонних предметов во время стрельбы не разрешается (за исключением первой серии упражнения СВ-2, которая выполняется из положения лёжа с упора). Во время подготовки стрелок отсоединяет магазин и принимает положение для стрельбы лёжа.
По истечении времени на подготовку старший судья линии огня объявляет: «Внимание, выполняется упражнение АК-1 (АК-3, СВ-1, СВ-2), пробная серия, три выстрела, время — две минуты», подаёт команды: «Заряжай» и через две — три секунды — «Огонь». После выполнения пробной серии подаются команды: «Отбой», «Разряжай», «Оружие к осмотру».
При отсутствии оптических приборов наблюдения после пробной и зачётной серий смена подводится к мишеням для их осмотра. Зачётная серия лёжа — 10 выстрелов, выполняется по новой мишени. Стрельба стоя и с колена в упражнении АК-3 выполняется аналогично стрельбе из положения лёжа за отведённое условиями состязаний время. При стрельбе стоя разрешается использовать сумку для магазинов (в качестве упора) для локтя левой руки, передвигая её по ремню, но не поворачивая, а с колена — один валик-подколенник диаметром не более 180 мм. Упражнение СВ-1 выполняется аналогично упражнению АК-3, а упражнение СВ-2 включает две серии по 10 выстрелов, первая из которых выполняется из положения лёжа с упора за 8 минут, а вторая лёжа с руки за две минуты аналогично упражнению АК-1, в соответствии с условиями проведения состязаний.
Достоинство пробных выстрелов определяется показчиками с докладом на огневой рубеж, зачётных — судьями линии мишеней и КОР.

### Упражнение АК-2
Стрельба ведется по поясной мишени с расстояния 200 метров.
При выполнении упражнения АК-2 смена по команде выходит на огневой рубеж и приступает к подготовке стрельбы. По истечении одной минуты судья командует: «Лёжа заряжай» и производит показ расположения мишеней в течение 30 секунд. После этого мишени убираются и через 30 секунд появляются на 15 секунд для выполнения стрельбы из положения «лёжа».
Перед выполнением стрельбы из положений «с колена» и «стоя» даётся одна минута на подготовку без предварительного показа мишеней. Время для выполнения стрельбы «с колена» — 20 секунд, «стоя» — 25 секунд. Стрельба ведётся очередями по 2 — 3 выстрела. Одиночный выстрел разрешается только последним патроном. Если участник произвёл одиночные выстрелы в начале или в середине серии, то он штрафуется количеством пробоин, равным количеству одиночных выстрелов.
По окончании стрельбы судья подаёт команды для разряжания и осмотра оружия. При выполнении упражнений все действия с оружием участник выполняет самостоятельно. Для устранения задержек и неисправностей он может с разрешения судьи воспользоваться помощью оружейного мастера или другого лица. Участник, опоздавший к началу выполнения упражнения, к стрельбе не допускается. Перезаявка участников и замена их в лично-командных соревнованиях разрешается только за один час до начала стрельбы.
В соревнованиях все выстрелы учитываются независимо от того, произведены они по воле стрелка или случайно. За выстрел вне огневого рубежа участник отстраняется от участия в соревновании. За лишний выстрел с участника снимается результат всего положения, в котором было обнаружено нарушение.
Если участник выполнил выстрелы до момента появления мишеней для стрельбы, то с него снимается то количество пробоин, сколько выстрелов он произвёл.
После выполнения стрельбы из каждого положения судья на линии огня обязан объявить участнику количество произведённых им выстрелов и дать расписаться в карточке. За выстрелы после команды «Отбой» участник снимается с соревнований.
Участнику, в чью мишень была произведена стрельба, необходимо произвести перестрел в том случае, если количество пробоин в его мишени было больше допустимого. При выполнении упражнения участнику запрещается применять какие-либо подкладки и производить конструктивные изменения.
При прекращении стрельбы по независящим от участников причинам им предоставляется право повторного упражнения из того положения, в котором была задержка. Перерывы в стрельбе по вине участника не считаются и дополнительное время на стрельбу не предоставляется.
Во всех остальных случаях, не предусмотренных настоящими Правилами, следует руководствоваться Правилами соревнований по пулевой стрельбе и Положением о соревнованиях.

## Определение результатов
Результаты стрельбы каждого участника соревнований определяются по сумме выбитых очков в мишенях зачётных серий или по сумме пробоин в зачётных мишенях. Попадание в поясную мишень засчитывается, если пробоина находится в площади фигуры или накрывает хотя бы часть её границы. Пробоина в мишени с габаритными окружностями считается нарушившей габарит, около которого она находится, и засчитывается в большую сторону в том случае, если хотя бы касается внешней стороны габаритной линии.
Оценка спорной пробоины производится с помощью шаблона из прозрачного материала с нанесёнными на нём окружностями. Внешняя окружность равна калибру оружия, внутренняя — контрольная (для центровки). Размер шаблона, равный калибру оружия, должен быть: для автомата и снайперской винтовки — 7,62 мм; пистолета — 9,00 мм.
Если отсутствуют измерительные приборы, нарушением контурной линии габарита следует считать разрыв её пробоиной или наличие на внешней стороне линии габарита ясно видимого следа от пули. Разрыв линии габарита радиальными лучами, расходящимися от пробоины, во внимание не принимается. Овальная пробоина от пули, попавшей в мишень в момент её вскрытия, засчитывается, если длина пулевого отверстия не превышает при стрельбе из автомата, винтовки и пистолета 12 мм. Совмещённую пробоину (попадание пули в пулю) определяют и заверяют, не снимая мишени со щита, не менее двух судей.
Наличие и достоинство пробоин в мишенях определяют не менее двух судей. При отсутствии у них единого мнения окончательное решение принимает старший судья КОР. Решение судейской коллегии в оценке достоинства пробоин является окончательным и опротестованию не подлежит.
Личное первенство в упражнениях, выполняемых по мишеням с габаритными окружностями, определяется по наибольшей сумме выбитых очков, а при их равенстве по:
- большему количеству «10», затем — «9», «8» и т. п.;
- большему количеству выбитых очков из положения стоя, затем — с колена и лёжа;
- наименьшему удалению от центра худшей пробоины в последней, предпоследней и др. мишеней.

Если преимущество не выявится, присуждаются одинаковые места. Личное первенство в упражнениях, выполняемых по мишеням без габаритных окружностей, определяется по наибольшей сумме попаданий в зачётные мишени, а при их равенстве — лучшей стрельбе стоя, затем — с колена и лёжа. Если преимущество не выявится, то назначается перестрелка за призовые места. Другим участникам присуждаются одинаковые места. Перестрелка проводится из положения стоя не более 2-х раз.

## Разряды
Спортивное звание МС присваивается с 19 лет, КМС с 18 лет.
Нормы, условия их выполнения, для присвоения спортивного звания «Мастер спорта России» (МС) и спортивных разрядов.
| пункт   | Наименование спортивной дисциплины | единицы измерения                                                              | МС  | КМС | I     | II    | III   |
| 1.      | ПМ-1 — стрельба из пистолета Макарова на 25 м по мишени № 4 (грудная фигура с кругами), 3 пробных (3 минуты) и 10 зачётных выстрелов (10 минут), (2х5).                                                                      | Очки                                                                           | нет | 97  | 95    | 90    | 85    |
| 2.      | ПМ-3 — стрельба из пистолета Макарова на 25 м мишени № 4 5 пробных (5 минут) и 30 зачётных выстрелов (5 минут на 5 выстрелов), (6х5).                                                                                        | Очки                                                                           | 291 | 286 | 278   | 270   | 265   |
| 3.      | АК-1 — стрельба из автомата одиночными на 100 м по мишени № 4, лёжа без упора, 3 пробных (2 минуты) и 10 зачётных выстрелов (8 минут).                                                                                       | Очки                                                                           |     | 97  | 95    | 90    | 85    |
| 4.      | АК-2 — стрельба из автомата очередями на 200 м по мишени № 7 (поясная фигура) из трёх положений (лёжа, стоя, с колена), без упора; 10 выстрелов в каждом положении (3х10).                                                   | Очки                                                                           | нет | нет | 16/18 | 13/15 | 11/13 |
|         | Особые условия | В числителе количество пробоин для АК калибра 7,62 мм, в знаменателе — 5,45 мм |     |     |       |       |       |
| 5.      | АК-3 — стрельба из автомата одиночными на 100 м по мишени № 4 из 3-х положений (лёжа, стоя, с колена), 3 пробных (3 минуты) и 10 зачётных выстрелов в каждом положении (8 минут лёжа и по 10 минут стоя и с колена), (3х10). | Очки                                                                           | 285 | 277 | 265   | 255   | 245   |
| 6.      | СВ-1 — стрельба из снайперской винтовки с оптическим прицелом на 300 м по мишени № 4 из 3 положений (лёжа, стоя, 3 пробных (3 минуты) и 10 зачётных выстрелов в каждом положении (по 15 минут в каждом), (3х10).             | Очки                                                                           | 264 | 255 | 245   | 235   | 230   |
| 7.      | СВ-2 — стрельба из снайперской винтовки с оптическим прицелом на 300 м по мишени № 4, 5 пробных (5 минут) и 20 зачётных выстрелов, первая серия 10 выстрелов лёжа с упора                                                    | Очки                                                                           | 184 | 172 | 162   | 150   | 140   |
| Женщины | |                                                                                |     |     |       |       |       |
| 8.      | ПМ-4 — стрельба из пистолета Макарова на 25 м по неподвижной мишени № 4, 3 пробных (3 минуты) и 10 зачётных выстрелов (10 минут), (2х5).                                                                                     | Очки                                                                           | нет | 95  | 93    | 88    | 83    |
| 9.      | АК-4 — стрельба из автомата одиночными выстрелами на 100 м по мишени № 4, лёжа без упора, 3 пробных (2 минуты) и 10 зачётных выстрелов (8 минут).                                                                            | Очки                                                                           | нет | нет | 93    | 88    | 83    |
|         | |                                                                                |     |     |       |       |       |
|         | |                                                                                |     |     |       |       |       |